# Závada (zámek, okres Karviná)
Bývalý zámek Závada se nachází ve vesnici Závada, části obce Petrovice u Karviné, v okrese Karviná, v areálu bývalého zemědělského družstva.

## Historie
První písemná zmínka o vsi pochází z roku 1447, kdy ji coby součást skočovského panství získal těšínský kníže Přemek II. a následně jej knížata jako léno udělovala nižším šlechticům. V roce 1487 je zde zmiňován Mikuláš Brodecký a v roce 1570 Bartoloměj Tamfeld z Tamfeldu. Existence panského sídla v této době není spolehlivě prokázána. V roce 1570 musel kníže Fridrich Kazimír postoupit ves městu Fryštát a od něj ji vzápětí kupuje Václav Cikán ze Slupska a připojuje k fryštátskému panství. Až do roku 1796 tedy nebyla potřeba panského sídla. V tom roce ji od Jana Larisch - Mönnicha jako samostatný závadský statek odkupuje Vojtěch Gussnar z Komora. Za něho nebo za dalšího majitele Jana Farníka patrně dochází v rámci dvora k výstavbě zámečku.
Od roku 1874 opět statek tvořil součást fryštátského panství, takže zámeček ztratil svoji rezidenční funkci a sloužil pouze potřebám správce dvora. Po pozemkové reformě se majitelem dvora a zámečku stal T. Koziel, který po roce 1925 provedl modernizaci objektu. Po znárodnění po roce 1945 jej využívali státní zemědělské organizace, což mělo neblahý vliv na stav zámečku. Od roku 1989 je opět v soukromých rukách.
Z bývalého dvora se mnoho staveb nedochovalo, většina byla zdemolována v průběhu 20. století. Zachována však zůstala střední část dvora s patrovou budovou s valbovou střechou – vlastním zámečkem. Během modernizace však objekt ztratil veškeré historické architektonické prvky, pouze v přízemí objektu se zbylo několik klenutých místností.